# Melatonina
La melatonina (chimicamente N-acetil-5-metossitriptammina) è un ormone prodotto dalla ghiandola pineale (o epifisi), ghiandola posta alla base del cervello. Agisce sull'ipotalamo e ha la funzione di regolare il ciclo sonno-veglia. Oltre che negli esseri umani, essa è prodotta anche da altre specie di animali, piante (fitomelatonina) e microorganismi.

## Storia
La melatonina è coinvolta nel meccanismo con il quale alcuni anfibi e rettili cambiano il colore della propria pelle e pertanto fu scoperta in relazione a questo suo ruolo biologico. Già nel 1917, McCord e Allen avevano notato (J. exp. zool., 1917) che l'estratto delle ghiandole pineali delle mucche schiariva la pelle delle rane. La sostanza fu isolata nel 1958 dall'urina di topo, dal professore di dermatologia Aaron B. Lerner, insieme a suoi colleghi della Università Yale, in ricerche mosse dall'aspettativa che la sostanza presente nella ghiandola pineale potesse essere utile nel trattamento di affezioni della pelle. Gli stessi ricercatori coniarono il nome melatonina.
Verso la metà degli anni settanta, Lynch et al. dimostrarono che la produzione di melatonina da parte della ghiandola pineale umana segue un ritmo circadiano. La scoperta delle proprietà antiossidanti della melatonina è del 1993. Il primo brevetto per il suo impiego a basse dosi nel trattamento dell'insonnia fu accordato a Richard Wurtman del MIT nel 1995. Nello stesso periodo la melatonina apparve spesso sulla stampa, anche e soprattutto in quella a diffusione non settoriale, come possibile trattamento per varie malattie.

## Ruolo metabolico
La melatonina è un agonista puro di due recettori della melatonina, MT1 e MT2, che fanno parte della famiglia dei recettori accoppiati a proteine G, localizzati in alcune aree del cervello di umani e roditori, tra cui nucleo soprachiasmatico, cervelletto, talamo e ippocampo.

## Ruolo ormonale: regolatore sonno-veglia
La melatonina viene sintetizzata in assenza di luce, e quindi alla notte, dalla ghiandola pineale; poco dopo la comparsa dell'oscurità, le sue concentrazioni nel sangue aumentano rapidamente e raggiungono il massimo tra le 2 e le 4 di notte per poi ridursi gradualmente all'approssimarsi del mattino. L'esposizione alla luce, soprattutto blu di lunghezza d'onda tra 460 e 480 nm, inibisce la produzione della melatonina in misura dose-dipendente.

## Altri ruoli
Una review del 2024 ha mostrato che la melatonia alza il tasso di fertilizzazione ma non ha effetti sul tasso di gravidanza.

## Farmacologia

### Usi clinici

#### Insonnia
Nell'Unione europea viene utilizzata nel trattamento dell'insonnia in bambini e adolescenti di età compresa tra i 2-18 anni con disturbo dello spettro autistico o nella sindrome di Smith-Magenis e anche nel trattamento a breve termine dell'insonnia al di sopra dei 55 anni d'età, anche se recenti studi suggeriscono un effetto benefico anche in età pediatrica. Uno studio afferma che l'utilizzo di melatonina facilita il termine delle terapie con le benzodiazepine.

#### Cambiamento di fuso orario
La melatonina è notevolmente efficace nel prevenire o ridurre i possibili disturbi derivanti dal cambiamento di fuso orario, e l'uso occasionale a breve termine sembra essere sicuro. Un utilizzo scorretto invece può ritardare l'adattamento.

### Effetti collaterali
Gli effetti collaterali della melatonina sono nulli. Alcuni, limitati, studi tuttavia sembrano rilevarne alcuni: negli anni, vari culturisti professionisti e svariate riviste d'informazione sportiva hanno affermato la possibilità, con il sostegno di alcuni studi scientifici, che dosi giornaliere fra 0,5 mg e 3 mg, assunte 30-60 minuti prima dell'allenamento, aumentino i livelli di ormone della crescita, senza dare effetti collaterali, che di solito vengono riconosciuti in irritabilità e sonnolenza.
Uno studio del 2018 mostrebbe che la melatonina inibisce la secrezione dell'ormone luteinizzante, che stimola nel maschio l'attività endocrina delle cellule interstiziali del testicolo con produzione di testosterone e di sperma, e nella femmina l'ovulazione e la conversione del follicolo ovarico in corpo luteo.
Assunta per periodi prolungati, la melatonina potrebbe avere un effetto depressivo nei soggetti predisposti; inoltre, può inibire l'ovulazione proprio a causa della soppressione del rilascio di GnRH che essa causa.
Uno studio del 2017, su un piccolo campione, avrebbe evidenziato una correlazione tra l'assunzione di melatonina e l'aumentata aggressività, testata su 63 soggetti di sesso maschile evidenziando il livello di punizione inflitta a un avversario in un videogame con e senza l'assunzione di melatonina.

### Utilizzi non raccomandati
Con una circolare del Ministero della Salute, avente oggetto "Rivalutazione degli apporti ammessi di melatonina negli integratori alimentari", è stato ridotto l'apporto massimo giornaliero consentito per la melatonina negli integratori alimentari, portandolo da 5 a 1 mg. La motivazione è duplice: coesistenza di farmaci, sul mercato europeo, con tenore medio di 2 mg giornalieri di melatonina, nonché possibilità di rivendicare benefici effetti fisiologici al dosaggio di 1 mg di melatonina, come riportato nel Regolamento 432/2012 (cosiddetto Regolamento Claims).